# Pinguicula moranensis
Vous lisez un « bon article » labellisé en 2007.
Espèce
Classification phylogénétique
Synonymes
Selon Ruiz (2001) sauf note contraire.

P. moranensis var. moranensis :
- Pinguicula bakeriana Sander
- Pinguicula caudata Shlechtendal
- Pinguicula elliptica 
Sessé & Moc. ex Casper[2]
- Pinguicula flos-mulionis Morr.
- Pinguicula kewensis Lavender[2]
- Pinguicula macrophylla 
auct. non H.B.K.: McVaugh & Mickel
- P. mexicana Bonpl. ex Casper[2]
- P. purpusii Brandegee ex Purpus[2]
- P. rectifolia Speta et Fuchs, Phyton
- Pinguicula rosei W. Watson

P. moranensis var. neovolcanica :
- Pinguicula orchidioides 
auct. non A.DC.: Hook.
- Pinguicula sodalium Fourn.

Pinguicula moranensis (la grassette de Moran) est une espèce de plantes à fleurs de la famille des Lentibulariaceae. C'est une plante carnivore, vivace, herbacée, originaire du Mexique et du Guatemala,.
C'est une espèce de grassette qui forme en été des rosettes de feuilles plates, succulentes atteignant jusqu'à 10 centimètres de long, couvertes de glandes mucilagineuses (collantes) qui attirent des arthropodes, les piègent et les digèrent. Les éléments nutritifs tirés de ces proies viennent compléter le faible apport nutritif venant du substrat sur lequel pousse la plante. En hiver, la plante forme une rosette de petites feuilles charnues, non carnivores, qui conservent l'énergie dans une période où les ressources en nutriments et humidité sont faibles. Les fleurs isolées, roses, pourpres ou violettes, apparaissent deux fois par an sur des pédoncules dressés pouvant atteindre 25 centimètres de long.
L'espèce a été collectée la première fois par Humboldt et Bonpland dans la périphérie de Mina de Moran dans la Sierra de Pachuca dans l'État de Hidalgo (Mexique) au cours de leur expédition en Amérique latine de 1799–1804.
Sur la base des échantillons collectés, Humboldt, Bonpland et Carl Sigismund Kunth ont décrit cette espèce dans Nova Genera et Species Plantarum en 1817. L'espèce, extrêmement variable, a été redéfinie au moins deux fois depuis lors,, et plusieurs espèces plus restreintes ont été créées sur la base de critères géographiques ou morphologiques, bien que la légitimité de certaines d'entre elles soit encore discutée. Pinguicula moranensis reste la plus commune et la plus largement distribuée parmi les espèces de la section Orcheosanthus. Elle est depuis longtemps cultivée, à la fois pour sa nature carnivore et pour ses fleurs attrayantes, et c'est l'une des grassettes parmi les plus communes en culture.
Le nom générique, Pinguicula, est dérivé du latin pinguis (gras) en référence à l'aspect gras de la surface des feuilles carnivores. L'épithète spécifique, moranensis, se réfère au nom du lieu d'origine du type de l'espèce, Mina de Moran.

## Caractéristiques botaniques

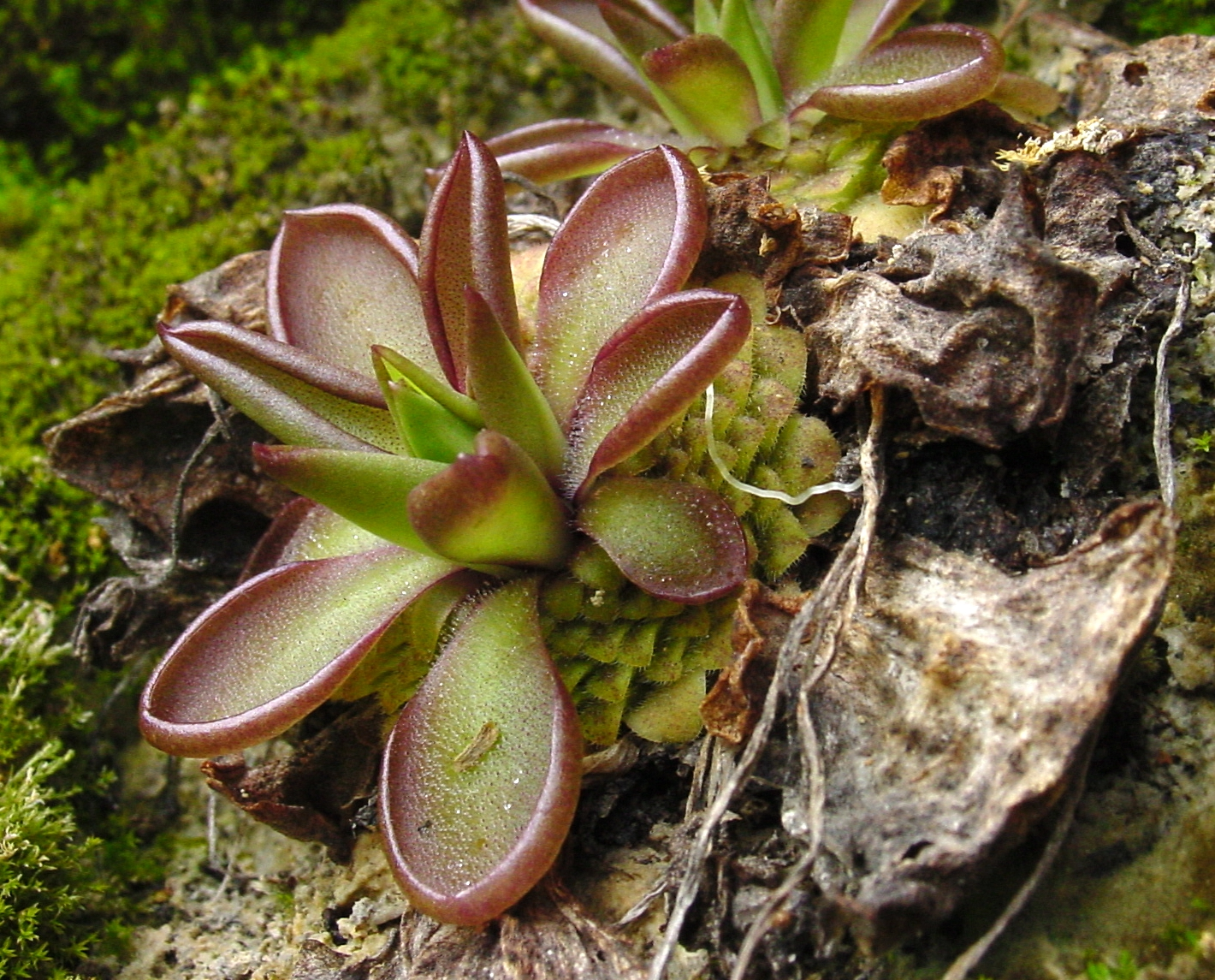
Rosette d'été émergeant d'une rosette d'hiver.

### Port
Pinguicula moranensis présente un dimorphisme saisonnier, avec deux types de croissance différents au cours de l'année. En été, alors que la pluie et les insectes qui lui servent de proies sont abondants, la plante forme une rosette aplatie au sol, composée de six à huit feuilles généralement de forme obovale, chacune ayant une longueur maximale de 95 millimètres.
Ces feuilles sont carnivores. Leurs faces assez étendues sont couvertes de glandes mucilagineuses pédonculées par lesquelles elles attirent leurs proies, des arthropodes (le plus souvent des mouches), les capturent et les digèrent.
Ces feuilles dites « feuilles d'été » sont remplacées en octobre, lorsque arrive la saison sèche, par des « rosettes d'hiver » formées de feuilles plus petites et dépourvues de glandes.
Cette rosette d'hiver, protectrice, permet à la plante de passer la période hivernale de  dormance jusqu'à l'arrivée des premières pluies en mai.
Les fleurs, isolées sur des pédoncules dressés de 10 à 25 centimètres de long, apparaissent deux fois par an (de la rosette d'été, puis à nouveau de la rosette d'hiver), caractéristique rare chez les espèces mexicaines,.
Celles-ci apparaissent en été, en juin, connaissent leur apogée en août-septembre et disparaissent avec le retour des rosettes d'hiver en octobre ou novembre.

### Feuilles et fonction carnivore

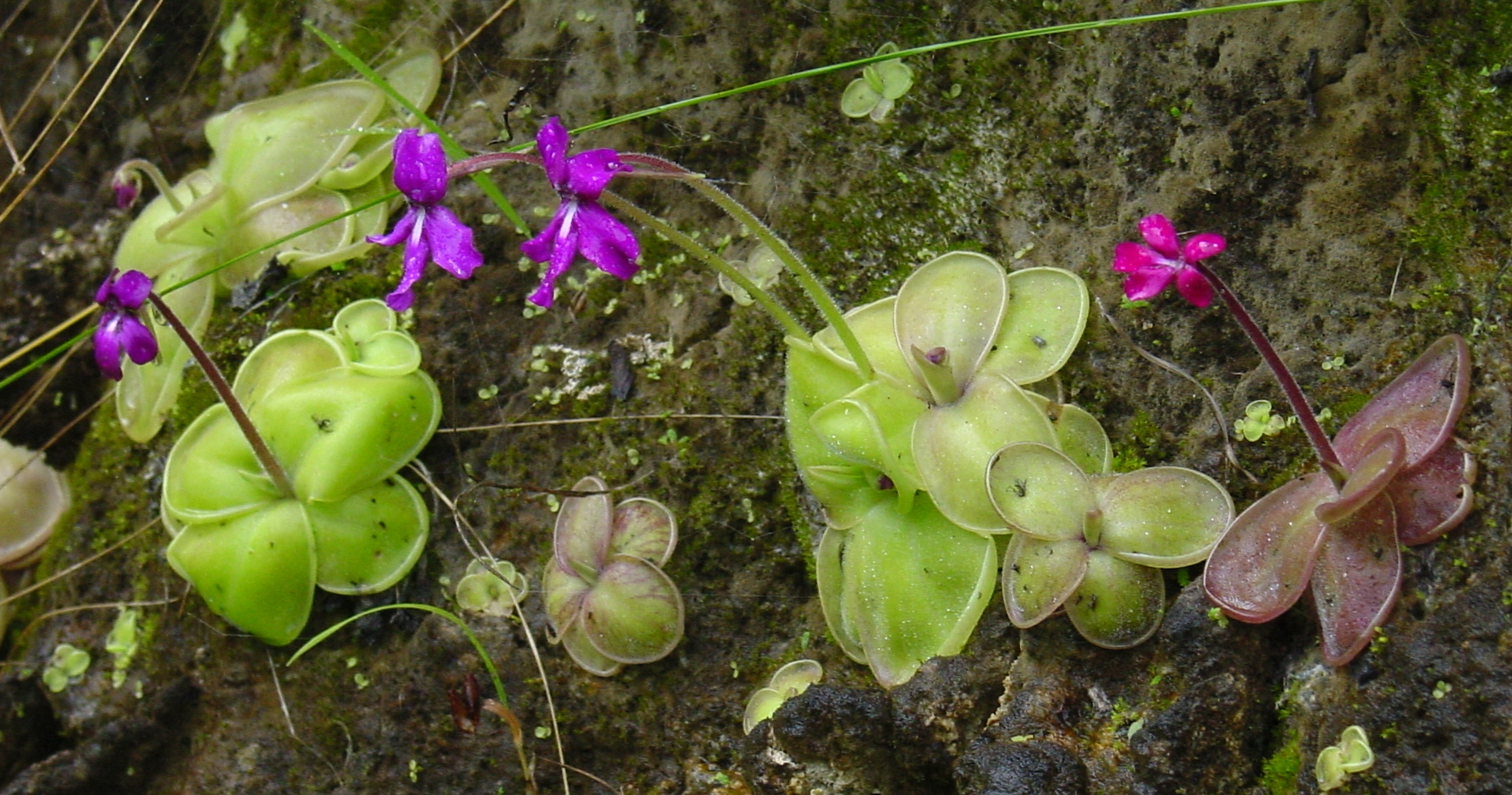
La couleur des feuilles est variable, parfois même à l'intérieur d'une population. Oaxaca (Mexique).

Les feuilles des rosettes d'été de Pinguicula moranensis sont lisses, raides et succulentes, de couleur variable allant du jaune-vert brillant au marron. Le limbe est généralement obovale à orbiculaire, long de 5,5 à 13 centimètres et porté par un pétiole de 1 à 3,5 centimètres.
Comme chez toutes les espèces du genre, ces limbes foliaires sont densément couverts de glandes mucilagineuses pédonculées et de glandes digestives sessiles. Les glandes pédonculées comportent quelques cellules sécrétrices situées au sommet d'un pédoncule unicellulaire. Ces cellules produisent une sécrétion mucilagineuse qui produit des gouttelettes visible à la surface de la feuille. Cet aspect humide aide probablement à leurrer les proies à la recherche d'eau ; un phénomène similaire s'observe chez les droséras. Les gouttelettes ne sécrètent qu'une quantité limitée d'enzymes et servent principalement à piéger les insectes. Au contact d'un insecte, les glandes pédonculées libèrent du mucilage supplémentaire à partir de cellules réservoirs spéciales situées à la base du pédoncule. L'insecte en se débattant, stimule davantage de glandes et s'englue lui-même dans le mucilage. Pinguicula moranensis peut recourber légèrement le bord de ses feuilles par thigmotropisme, ce qui met davantage de glandes en contact avec les insectes capturés. Les glandes sessiles, qui sont à la surface des feuilles, servent à digérer les proies. Une fois que la proie est piégée et que la digestion démarre, le flux initial d'azote déclenche l'émission d'enzymes par les glandes sessiles. Ces enzymes, qui comprennent l'amylase, l'estérase, la phosphatase, la protéase et la ribonucléase, décomposent les éléments digestibles du corps de l'insecte. Ces fluides sont alors absorbés à travers la surface des feuilles grâce à des trous cuticulaires, ne laissant que l'exosquelette de chitine des plus grands insectes à la surface de la feuille.
Les trous dans la cuticule qui autorisent ce mécanisme digestif sont un défi pour la plante, puisqu'ils créent des brèches dans la couche cireuse (cuticule) qui protège la plante de la déshydratation.
C'est pourquoi Pinguicula moranensis se rencontre généralement dans des milieux relativement humides. La production des glandes de capture pédonculées et des glandes sessiles digestives est également coûteuse pour la plante. Une étude récente a montré que la densité de ces deux types de glandes peut être corrélée avec des gradients environnementaux. Par exemple, la densité des glandes de capture s'est révélée être plus grande lorsque la disponibilité des proies était faible, tandis que celle des glandes digestives était corrélée directement à la disponibilité des proies. Ces résultats suggèrent que l'importance de l'investissement dans ces fonctions carnivores est une adaptation aux gradients environnementaux.

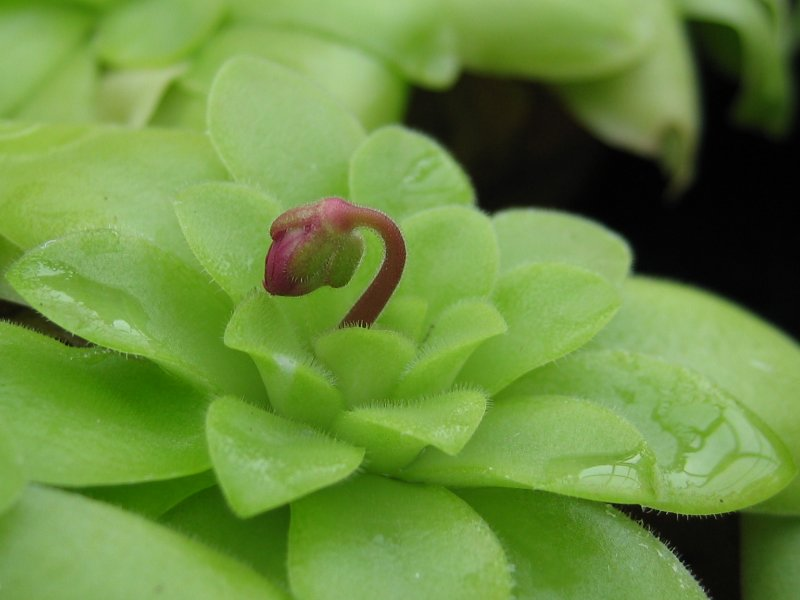
Inflorescence émergeant d'une rosette d'hiver.

#### Rosette d'hiver
La rosette d'« hiver » ou de « repos » de Pinguicula moranensis a deux ou trois (au maximum cinq) centimètres de diamètre et comprend de 60 à 100, voire plus, petites feuilles charnues dépourvues de glandes. Celles-ci ont de 10 à 30 millimètres de long et trois à huit millimètres de large, généralement de forme spatulée ou oblongue-spatulée, et couverte de poils denses et fins. La rosette peut être soit ouverte, soit fermée et resserrée comme un bulbe, selon la variété (voir plus bas).

### Fleurs
Pinguicula moranensis produit d'une à sept fleurs pendant chaque période de floraison. Les fleurs sont isolées sur des pédoncules floraux verts  à brun-vert qui sont généralement densément recouverts de poils glandulaires à l'instar de la face supérieure des feuilles carnivores. Les pédoncules floraux peuvent effectivement piéger des insectes. Ils ont 10 à 25 centimètres de long et s'effilent de deux à trois millimètres à la base à un millimètre au sommet.

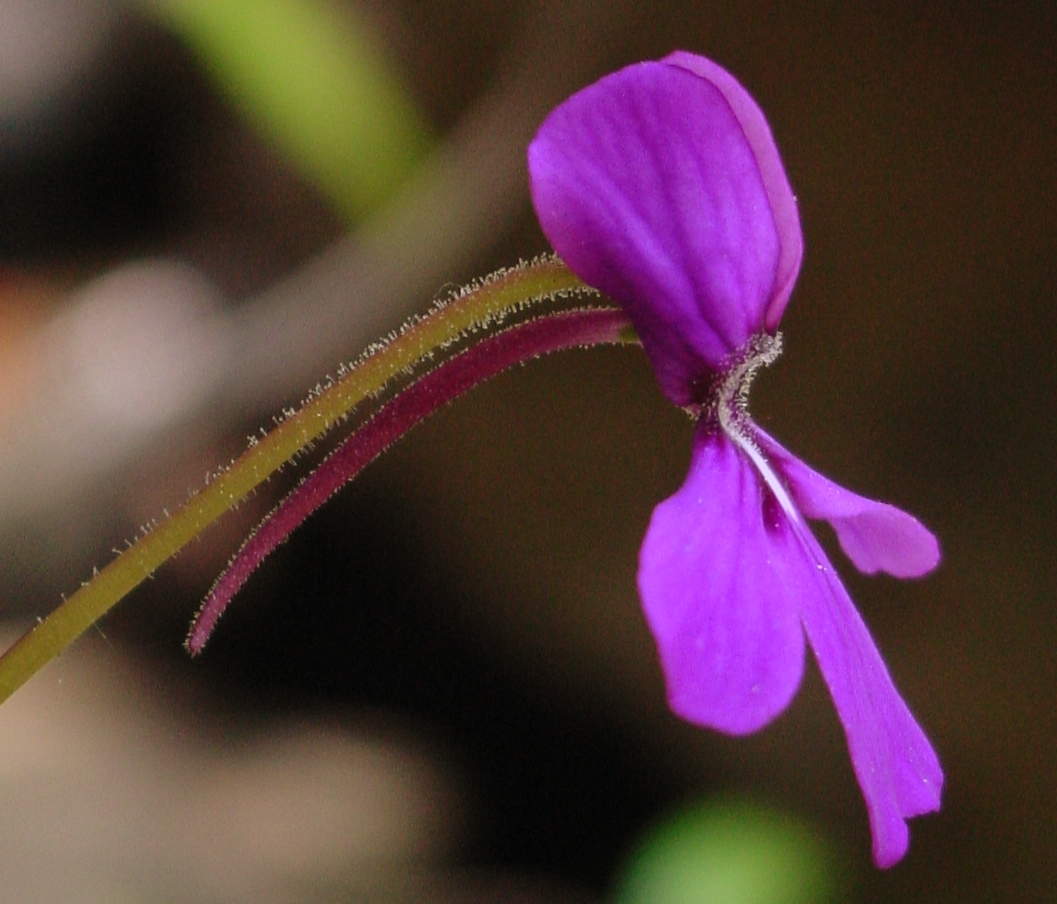
Fleur de Pinguicula moranensis de profil.

Les fleurs elles-mêmes sont composées de cinq pétales soudés à une extrémité. La gorge, partie de la fleur située près du point d'attache qui supporte les organes reproducteurs, est en forme d'entonnoir, et les pétales s'étalent au-dessus en une corolle zygomorphe à cinq lobes. Les fleurs ont 30 à 50 millimètres de long.
Sous le point d'attache à la tige, les pétales forment un éperon soudé de 15 à 30 millimètres de long qui dépasse vers l'arrière à peu près perpendiculairement au reste de la fleur,.
L'ovaire et le pistil qui lui est attaché dépassent du sommet du tube floral près de son ouverture, exposant la surface réceptive du stigmate vers l'avant. Deux anthères d'un millimètre sont suspendues à des filaments recourbés de deux millimètres derrière le pistil. Les insectes pollinisateurs, en ressortant après avoir recueilli le nectar dans l'éperon, se frottent contre l'anthère, transférant ainsi le pollen au stigmate de la fleur suivante qu'ils rencontrent. Les fleurs peuvent durer jusqu'à dix jours mais dépérissent dès qu'elles sont pollinisées.
Les ovaires pollinisés se transforment en capsules déhiscentes de cinq millimètres contenant de nombreuses graines d'un millimètre de long.
Le nombre de chromosomes chez cette espèces est 2n=44.

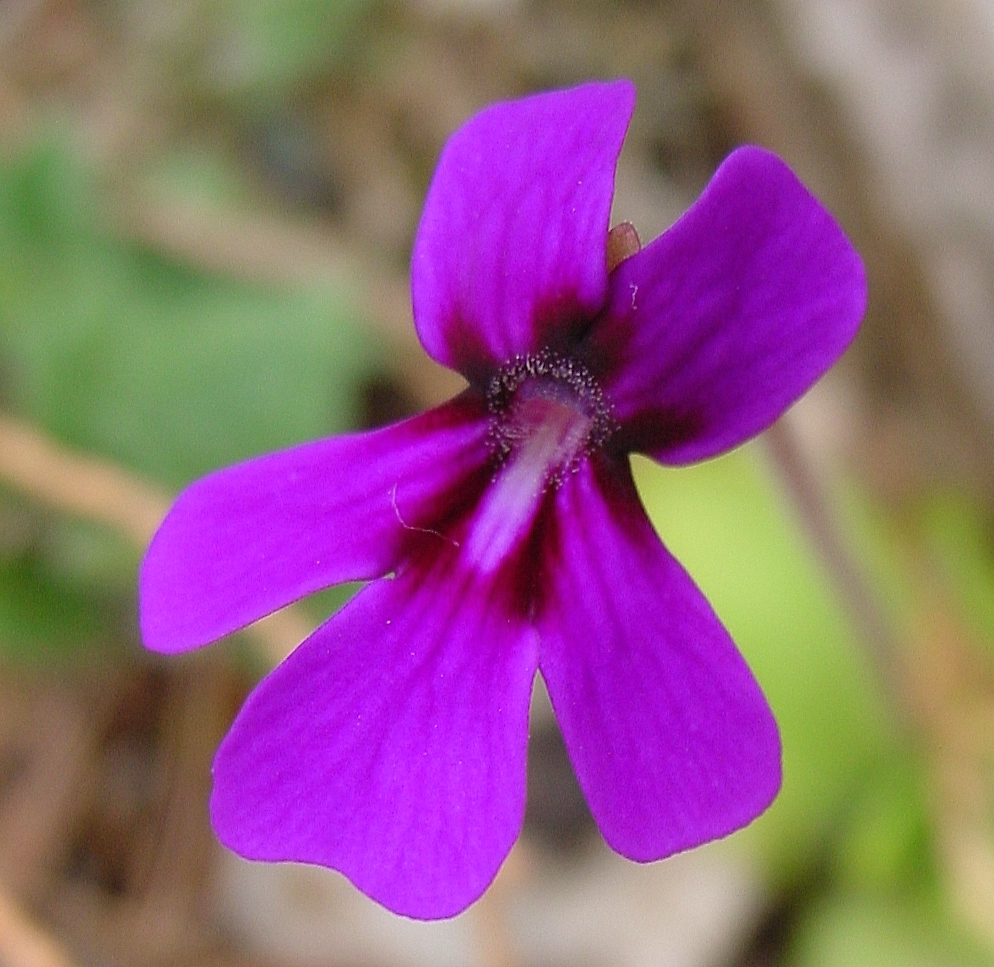
Forme de fleur dans le Querétaro (Mexique).

La couleur et la morphologie des fleurs de cette espèce sont extrêmement variables, au grand plaisir des horticulteurs et au grand dam des taxonomistes. On peut toutefois énoncer quelques généralités.
La corolle comprend cinq lobes, deux lobes supérieurs et trois lobes inférieurs. Les lobes supérieurs ont de 7 à 16 millimètres de long sur 4 à 9 millimètres de large et sont généralement de forme oblongue, obovale ou cunéée. Les lobes inférieurs ont une forme semblable et ont de 7 à 20 millimètres de long sur 4 à 18 millimètres de large. Le lobe inférieur central est en général légèrement plus long que ses voisins. Tous les lobes des pétales sont arrondis. Le tube floral, de 4 à 6 millimètres de long et de couleur blanche ou lilas, abrite les organes reproducteurs et est visible à la base des lobes de la corolle. Le blanc du tube floral peut s'étendre plus ou moins sur les lobes de la corolle, en particulier sous forme d'une bande sur le lobe central inférieur.
La couleur des lobes de la corolle varie généralement du rose au pourpre, mais a été décrite par les collecteurs comme étant « pourpre, écarlate, rose-lavande à pourpre-bleuâtre, rose foncé à lavande, pourpre-rosâtre, pourpre-violet foncé, pourpre foncé, rose-mauve brillant, rose-pourpre brillant, magenta avec un [œil blanc], [et] rougeâtre clair avec un œil blanc ». Une variété rare à fleurs blanches est également connue.

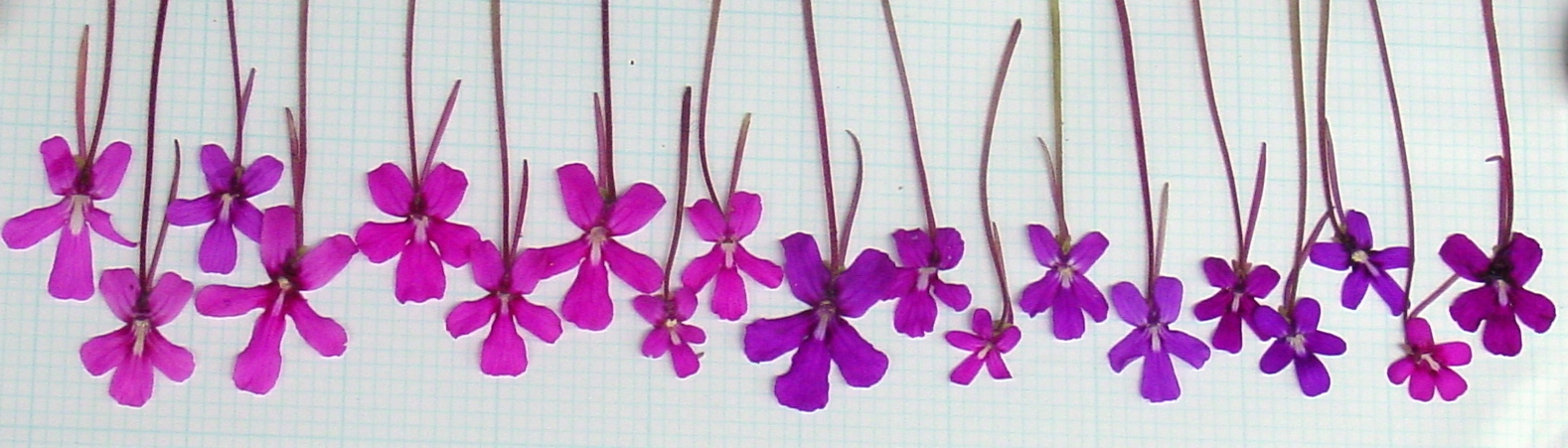
La couleur et la morphologie des fleurs peuvent varier grandement même à l'intérieur d'une population, caractère inhabituel dans le genre. Noter la variation de la taille et de la forme des marques noir et blanc, ainsi que les différences de taille et de forme des pétales. Oaxaca (Mexique).

## Taxonomie
Sergio Zamudio Ruiz, dans sa révision de 2001 de la section Orcheosanthus, qualifia la question de l'identité et de la délimitation exacte de Pinguicula moranensis comme étant « sans doute le problème le plus difficile à résoudre dans ce genre ». Cette difficulté est due principalement à la grande variabilité et à la vaste distribution géographique de l'espèce, ce qui a conduit à la description de nombreux synonymes depuis la première identification de l'espèce il y a près de 200 ans. Les botanistes ont essayé de délimiter l'espèce à l'aide de diverses méthodes morphologiques, écologiques et génétiques, mais à ce jour des débats subsistent sur le placement et la description de Pinguicula moranensis et ses relations avec les espèces auxquelles elle est étroitement apparentée.

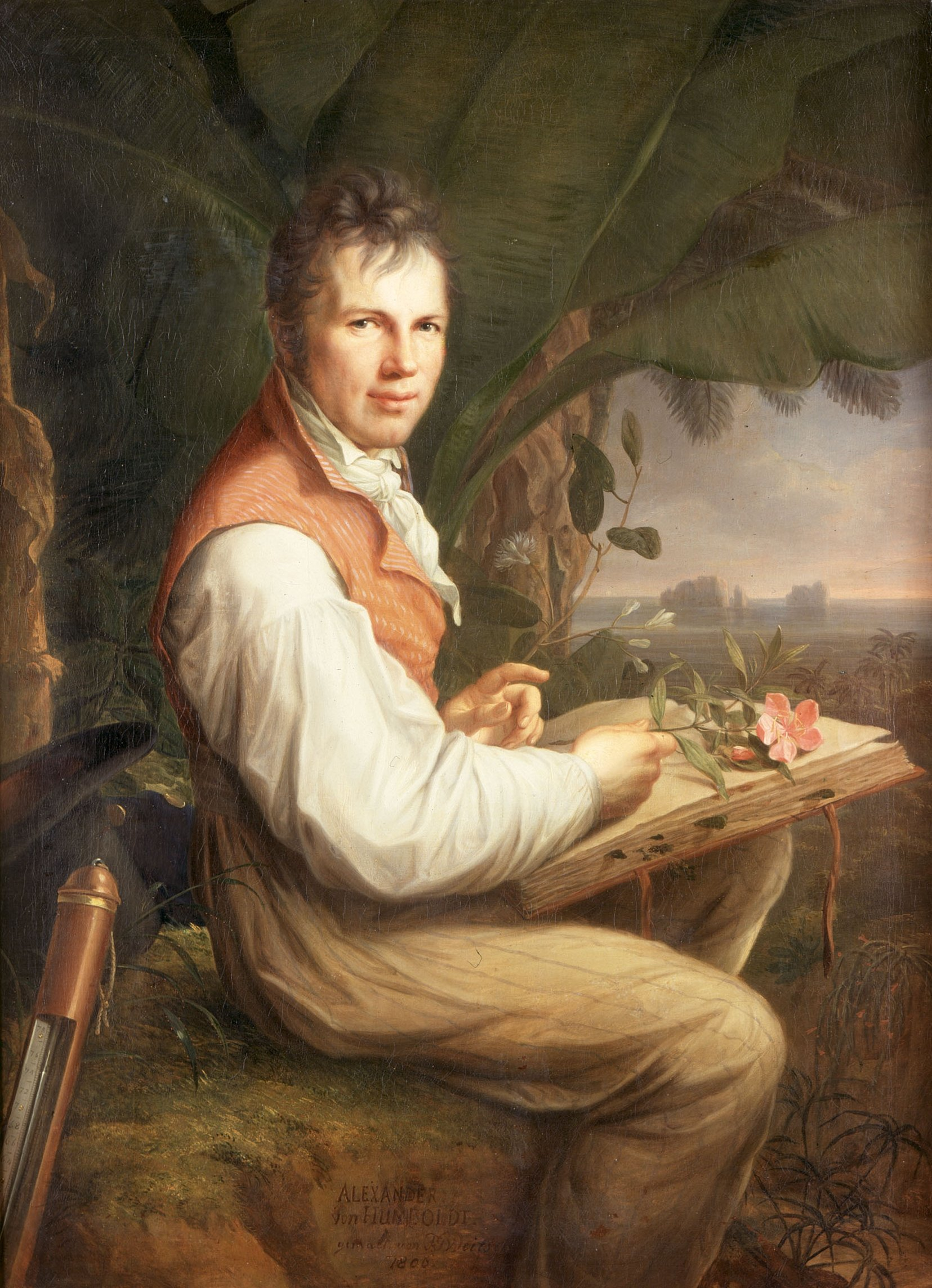
Alexander von Humboldt.

### Histoire botanique
Avant l'expédition en Amérique latine de Humboldt et Bompland en 1799–1804, seules huit espèces de Pinguicula étaient connues de la science — cinq originaires d'Europe, deux d'Amérique du Nord et une, Pinguicula involuta, du Pérou. À partir de 1803–1805, trois nouvelles espèces d'Europe et d'Amérique du Nord ont été décrites, portant le total des espèces connues à onze.
En 1817 Alexander von Humboldt, Aimé Bonpland et Carl Sigismund Kunth ont décrit trois nouvelles espèces découvertes lors de leur expédition latino-américaine : Pinguicula calyptrata du Pérou et les premières expèces mexicaines identifiées :  Pinguicula macrophylla et Pinguicula moranensis. À cette époque, aucune classification infragénérique n'avait encore été proposée.
En 1844, le botaniste suisse romand, Alphonse Louis Pierre Pyrame de Candolle (qui créa le premier Code de nomenclature botanique), proposa de subdiviser le genre en trois  sections fondées sur la morphologie  florale. Il plaça dans la section Orcheosanthus les espèces ayant une corolle pourpre, profondément bilabiée avec cinq lobes sensiblement égaux, un tube floral court et un grand éperon ne dépassant pas le tube. Il classa dans cette section quatre espèces, toutes mexicaines, : Pinguicula oblongiloba, Pinguicula orchidioides, Pinguicula caudata et Pinguicula moranensis, et en exclut Pinguicula macrophylla H.B.K. qu'il considérait comme une « espèce douteuse ».

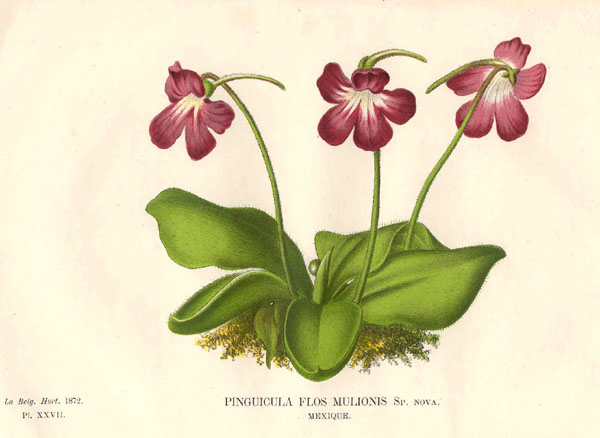
Gravure de P. caudata par Morren (1872).

La section Orcheosanthus augmenta avec la description de Pinguicula flos-mulionis par Charles Morren en 1872, puis Eugène Fournier ajouta Pinguicula sodalium en 1873 et Sander proposa Pinguicula bakeriana en 1881.
En 1879–1888, cependant, un botaniste du nom de William Hemsley, après avoir étudié des spécimens dans des herbiers et en culture, arriva à la conclusion que tous les taxons placés jusqu'alors dans la section Orcheosanthus appartenaient en fait à la même espèce. Ayant des doutes sur l'identité des deux espèces décrites à l'origine par H.B.K., Hemsley décida d'appliquer le nom de Pinguicula caudata Schltdl. à ce conglomérat d'espèces. Ce nom a depuis lors été  appliqué de façon « indiscriminée » aux membres de ce complexe.

#### XXesiècle
Quand Barnhart révisa la famille des Lentibulariaceae en 1916, il reconnut six espèces dans la section Orcheosanthus, admettant toutefois que ce nombre était susceptible de changer à l'occasion d'études ultérieures de la section. Sprague proposa, en 1928, que l'espèce ajoutée par Hemsley était probablement distincte, mais qu'elles étaient vraisemblablement si voisines que faire la distinction entre elles supposait de pouvoir observer des caractères généralement, voire toujours, impossibles à distinguer sur des spécimens desséchés. Sprague reconnut huit espèces dans la section : Pinguicula moranensis H.B.K, Pinguicula caudata Schltdl., Pinguicula oblongiloba, Pinguicula flos-mulionis, Pinguicula bakeriana, Pinguicula rosei, très semblable à Pinguicula moranensis, décrite par Watson en 1911, et la très distincte Pinguicula gypsicola.
En 1966, Casper publia la toute première monographie du genre. Il définit clairement son organisation taxonomique en accord avec toute une série de caractéristiques morphologiques et phénotypiques. Casper considéra Pinguicula caudata, ainsi que divers autres taxons, comme des synonymes de Pinguicula moranensis. Il n'admit donc que six espèces dans la section Orcheosanthus : Pinguicula moranensis, Pinguicula gypsicola, Pinguicula macrophylla H.B.K., Pinguicula oblongiloba, et les deux espèces récemment découvertes, Pinguicula colimensis et Pinguicula cyclosecta.
À cette époque 14 espèces supplémentaires avaient été découvertes et classées dans la section. Quand Zamudio redéfinit la section en 1999, il décida cependant de n'y inclure que douze espèces, dont les six retenues par Casper.
Pinguicula moranensis demeure donc dans la section Orcheosanthus, avec plus d'une douzaine de synonymes dont elle a hérité au cours de ses 200 ans d'histoire taxonomique.

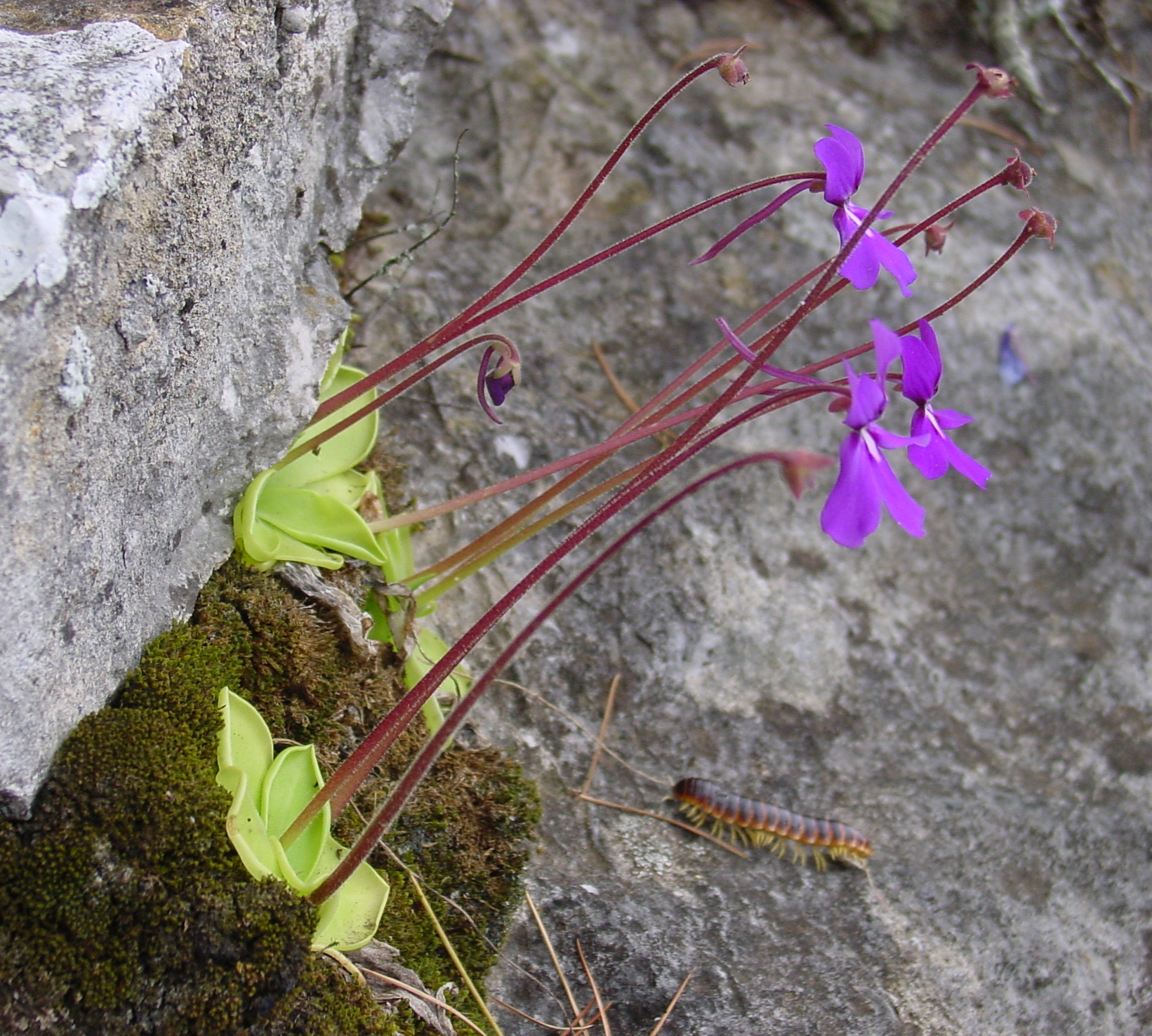
Les études phylogénétiques prennent en compte une large palette de caractéristiques des plantes, telles que l'époque de floraison ou la morphologie.

### Phylogénétique
L'importance variable que les différents auteurs avaient attribuée aux diverses caractéristiques morphologiques pour arrêter la taxonomie du genre a longtemps fait de la subdivision du genre un sujet de controverse. Ruiz (2001) a justifié sa révision de la section Orcheosanthus par une analyse phylogénétique, faisant appel à vingt caractéristiques morphologiques et phénologiques. En 2005, Cieslak et. al. ont mené la première analyse phylogénétique de l'ensemble du genre Pinguicula. Faisant appel à des données moléculaires, ils furent à même d'isoler les caractéristiques morphologiques qui étaient des synapomorphies de différents groupes, apportant la preuve d'une structure taxonomique génétiquement fondée. Leurs résultats d'ensemble ne confirmaient pas le placement de Pinguicula moranensis dans la section Orcheosanthus, mais indiquaient plutôt qu'elle devrait être placée dans la section Longitubus aux côtés de Pinguicula laueana.
Infirmant encore plus la révision de la section Orcheosanthus par Ruiz en 2001, les données phylogénétiques de Cieslak et al. indiquaient que Pinguicula rectifolia et plusieurs taxons non nommés qui avaient été traités comme des synonymes de Pinguicula moranensis constituaient en fait un complexe distinct. Ils isolèrent plusieurs caractères morphologiques qui pouvaient servir à distinguer les complexes, dont la longueur de l'éperon floral (plus long chez P. moranensis), la couleur des fleurs (jamais de bleu chez P. moranensis), et la forme des lobes latéraux de la corolle (montrant une torsion chez P. rectifolia). Une étude plus approfondie analysant de nombreuses populations de Pinguicula moranensis et d'autres éléments de taxons proches est nécessaire pour résoudre ce complexe.

### Variétés
Après avoir minutieusement étudié Pinguicula moranensis dans son habitat, Ruiz (1999) arriva à la conclusion que l'espèce pouvait être subdivisée en deux variétés distinctes, principalement sur la base de la forme des feuilles composant leurs rosettes d'hiver :
- Pinguicula moranensis Kunth in Humb., Bonpl. et Kunth. var. moranensis

Cette variété a des rosettes d'hiver ouvertes composées de feuilles de forme spatulée à l'extrémité obtuse ou arrondie. Elle affectionne les substrats calcaires.
- Pinguicula moranensis Kunth in Humb., Bonpl. et Kunth. var. neovolcanica

Cette variété a des rosettes d'hiver fermées en forme de bulbes composées de feuilles à pointe aciculaire. Elle affectionne les substrats ignés.
Ruiz remarqua aussi que ces sous-espèces avaient des affinités différentes pour les substrats de sol. Il remarqua cela alors qu'il cherchait à retrouver les populations de plantes dans lesquelles Humboldt et Bonpland avait collecté leurs spécimens types en 1803. Bien que Ruiz ait réussi à retrouver de nombreuses populations de l'espèce poussant dans les zones que Humboldt et Bonpland avaient parcourues dans les environs de Mina de Moran, seule une population, celle poussant sur du calcaire, correspondait à la description de H.B.K. et à leurs spécimens type et isotype maintenant conservés dans l'herbier du Muséum national d'histoire naturelle à Paris. Les autres populations de la région poussent sur des substrats d'origine éruptive et collent mieux à la description de Pinguicula orchidioides faite par Hooker en 1846,. Ces dernières formèrent par la suite la nouvelle variété, Pinguicula moranensis ssp. neovolcanica.

## Distribution et habitat

Plan du Mexique représentant la distribution de la plante.

Pinguicula moranensis est parmi les espèces de la Section Orcheosanthus celle qui a la plus grande aire de répartition. C'est aussi l'espèce de Pinguicula la plus commune et la plus largement distribuée au Mexique, où on la trouve dans toutes les grandes chaînes de montagnes, sauf la Sierra Madre Occidental et la Baja California.
Des stations sont connues dans les États mexicains de Tamaulipas, Guanajuato, Nuevo León, Campeche, Chiapas, Oaxaca, Puebla, Distrito Federal, Veracruz, Estado de México, Querétaro, San Luis Potosi, Morelos, Hidalgo, Guerrero, Zacatecas, Tlaxcala, Quintana Roo et Michoacán, et dans les  départements guatémaltèques de Huehuetenango, Quiché, San Marcos, Quetzaltenango, Totonicapan, Solola, Chimaltenango, Baja Verapaz, Guatemala et El Progreso.
Elle y pousse en montagne entre 800 et 3 200 mètres d'altitude. En général, l'espèce tend à suivre les affleurements sédimentaires de la période crétacée. Toutefois, Pinguicula moranensis var. neovolcanica tend à pousser sur des roches ignées de l'Eje Volcánico Transversal.

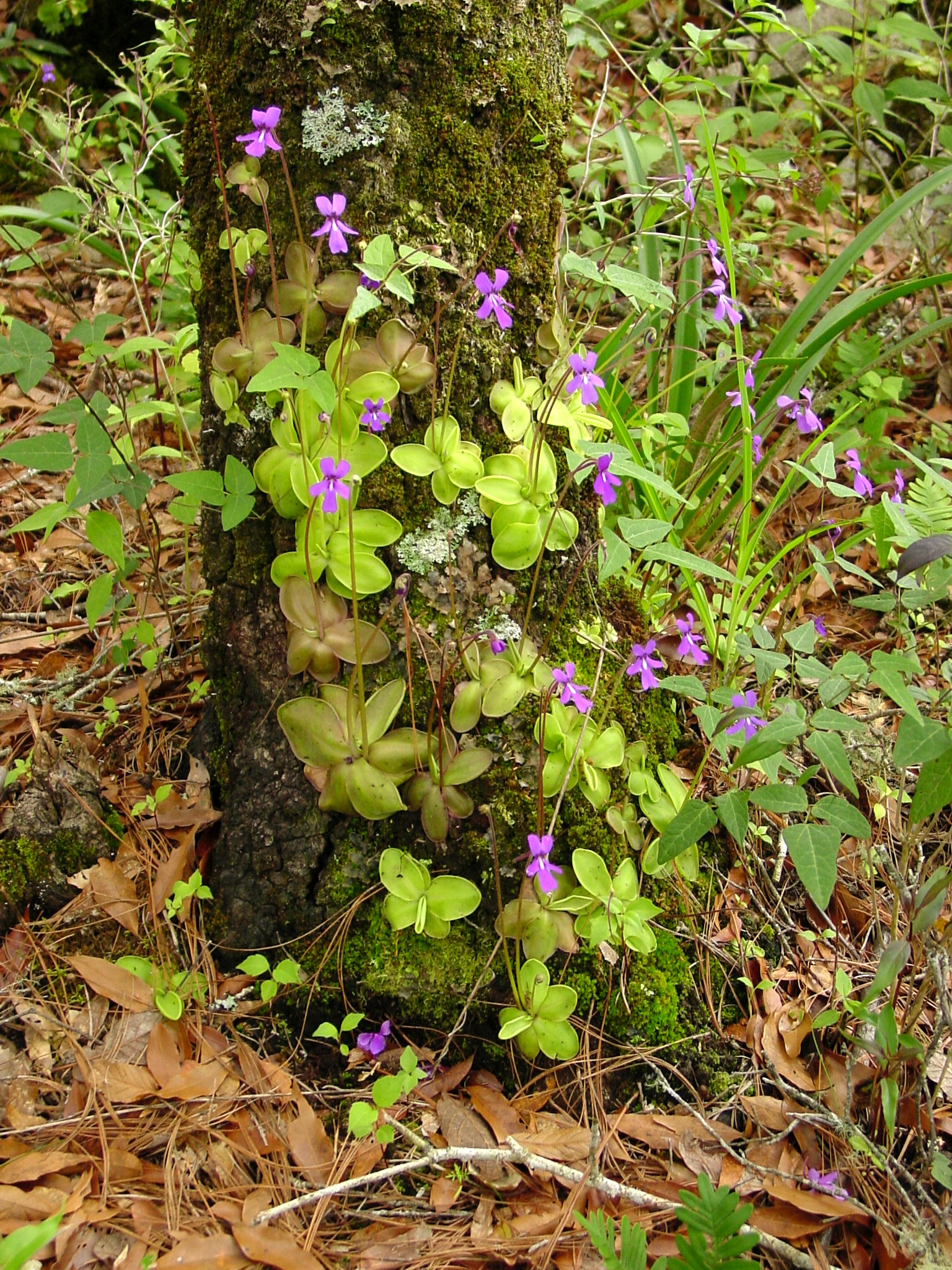
Pinguicual moranensis poussant sur un tronc d'arbre à Tamaulipas.

Pinguicula moranensis pousse le plus souvent dans des régions montagneuses et tempérées boisées de chênes ou à pins et chênes. Cependant sa distribution s'étend dans les forêts tropicales et dans des broussailles xérophytes, aussi bien que dans des parois de gorges ou de canyons à forte hygrométrie ambiante. Pinguicula moranensis préfère les milieux humides et ombragés, tels que les bords des cours d'eau, les ravins ou les tranchées routières, ou dans les litières de feuilles sur des sols sableux riches en matière organique. Sa capacité à absorber les éléments nutritifs issus des proies arthropodes qu'elle capture lui permet de croître dans des milieux pauvres sans craindre la concurrence des autres plantes. En conséquence, on la trouve souvent dans des zones perturbées ou sur des falaises escarpées. Comme ses racines n'ont guère qu'un rôle d'ancrage, la plante ne requiert que peu de sol, voire pas de sol du tout, et on peut en trouver des groupes denses accrochés à de gros rochers, à des roches escarpées ou moussues, ou même comme plante épiphyte sur des troncs d'arbres. Ses plantes compagnes courantes sont les mousses, les sellaginelles, les fougères et d'autres plantes herbacées, ainsi que des arbres à canopée tels que les pins et les chênes.

## Culture
Pinguicula moranensis est parmi les grassettes l'une des plus populaires et des plus couramment cultivées, en partie pour sa grande taille, ses belles et grandes fleurs et la facilité avec laquelle elle peut être élevée en pots. La plupart des producteurs utilisent un sol mélangé composé d'une combinaison de sable lavé, de perlite, de vermiculite, de mousse-tourbe et de gypse ou éventuellement de granite décomposé. Le sol doit être constamment bien drainé, mais arrosé régulièrement avec de l'eau distillée en été mais seulement très rarement dès que la plante revêt sa rosette d'hiver. L'espèce pousse facilement sur un rebord de fenêtre bien éclairé, ou éclairée par des lampes fluorescentes ou à l'abri dans une serre chauffée.

### Hybrides et cultivars
Bien qu'aucun hybride naturel de Pinguicula moranensis n'ait été signalé, l'espèce est connue pour sa facilité d'hybridation en culture. Il en résulte qu'un grand nombre de cultivars de l'espèce ont été inscrits et sont reconnus par la Société internationale des plantes carnivores :
| noms                                                               | parents                                  | description                                                                               |
| ------------------------------------------------------------------ | ---------------------------------------- | ----------------------------------------------------------------------------------------- |
| Pinguicula 'George Sargent' Hort. Slack                            | P. moranensis × gypsicola                | Fleurs lilas, feuilles en lanières, grandes rosettes d'hiver.                             |
| Pinguicula 'Hameln' Hort. Studnicka                                | P. gypsicola × moranensis                | Plus large, feuillage semblable au type P. moranensis.                                    |
| Pinguicula 'John Rizzi' Hort. D'Amato                              | P. moranensis × ?                        | Grandes fleurs pleines ; feuilles ovales, ondulées sans marge.                            |
| Pinguicula 'L'Hautil' Hort. L.Legendre & S.Lavayssiere             | P. (ehlersiae × moranensis) × moranensis | Deux formes (« Grande » et « Petite »). P. 'Sethos' × P. 'Huahuapan'                      |
| Pinguicula 'Mitla' Hort. Studnicka                                 | P. gypsicola × moranensis                | Plus grande, au feuillage semblale au type Pinguicula moranensis.                         |
| Pinguicula 'Pirouette' Hort. J.Brittnacher, B.Meyers-Rice & L.Song | P. agnata × (moranensis × ehlersiae)     | Clone rustique, séduisantes rosettes de feuilles roses.                                   |
| Pinguicula 'Sethos' Hort. Slack                                    | P. ehlersiae × moranensis                | Grandes fleurs au centre en étoile blanche.                                               |
| Pinguicula 'Weser' Hort. Slack                                     | P. ehlersiae × moranensis                | Grandes fleurs au lobe central inférieur marqué d'une raie blanche et aux veines foncées. |

En outre, trois clones de Pinguicula moranensis ont été inscrits comme cultivars
| nom du cultivar                             | origine                             | description |
| ------------------------------------------- | ----------------------------------- | --- |
| Pinguicula 'Huahuapan' Hort. Slack          | Huajuapan de León, Oaxaca (Mexique) | Fleurs rose-lilas avec des touches cramoisies à la base.                                                                        |
| Pinguicula 'Libelulita' Hort. Rice & Salvia | Mexique méridional                  | Pétales au bout carré, pourpre clair sur les bords virant au rouge velours profond vers la base, centre blanc, fortement veiné. |
| Pinguicula 'Vera Cruz' Hort. Slack          | Veracruz (Mexique)                  | Rose profond avec des marques à la base.                                                                                        |